# David Ouellet (architecte)
Pour l’article homonyme, voir David Ouellet.
David Ouellet est un architecte ,, et sculpteur sur bois canadien. Ses réalisations se retrouvent principalement dans les édifices religieux.

## Biographie
David Ouellet est le fils d'Édouard Ouellet et de Marie Lebel. Il commence ses études au Collège de Sainte-Anne-de-la-Pocatière en 1856 et les poursuit pendant les huit années suivantes. Après sa sortie du collège, François-Xavier Berlinguet le forme à l'architecture. Ouellet est également apprenti sculpteur auprès du sculpteur Louis Jobin à la même époque. Il réalise une carte en relief de La Pocatière pour laquelle il reçoit une mention honorable à l'Exposition universelle de 1867 à Paris. Il revient à Québec dans les années 1870 après avoir passé quelque temps à Montréal. De 1874 à 1876, il s'associe à un doreur, Louis Alméras, où il apprend les méthodes d'ornementation. À partir de 1876, Ouellet devient architecte en exercice au Québec et ouvre ses bureaux dans sa maison en même temps que son atelier de sculpture sur bois.

### Architecture religieuse
Ouellet commence sa carrière d'architecte à Rivière-Ouelle en construisant une église dans la ville. Reconnaissant que de nouveaux lieux de culte sont nécessaires pour répondre aux besoins d'une population croissante, il crée une entreprise pour la conception d'églises : planification et conception du bâtiment, supervision de la construction et achèvement de la décoration intérieure. Il conçoit ses projets pour que les ouvriers ruraux, peu familiers avec les méthodes innovantes, puissent faire le travail. Ses croquis, ses devis détaillés et ses plans architecturaux pouvaient être compris tant par le maître d'ouvrage que par le constructeur. Ouellet propose des plans d'églises modulaires et recourt à des méthodes de construction traditionnelles avec des composants interchangeables. Cela lui permet de proposer à ses clients des projets dans une large gamme de prix. En 1877, il réalise l'une de ses œuvres les plus réussies, l'église Saint-Thomas partiellement rénovée à Montmagny.
De 1889 à 1891, il travaille avec son gendre et apprenti, Joseph-Georges Bussières. Neuf ans plus tard, il fonde la firme d'architectes Ouellet et Lévesque avec son fils adoptif, Pierre Lévesque. Les deux architectes conçoivent l'église Notre-Dame-du-Mont-Carmel (1906) et l'église Notre-Dame-de-l'Annonciation (1907) à L'Ancienne-Lorette.
David Ouellet est un membre fondateur de l'Association des architectes de la province de Québec. Il a eu de nombreux apprentis et étudiants au cours de sa carrière, dont l'architecte montréalais Charles Bernier.
Ouellet épouse Emma Laforme en 1884. Il décède le 14 juillet 1915 à Québec.

Il est responsable de la construction ou de la rénovation d'environ 250 églises sur une période de près de trente ans entre 1876 et 1905. 

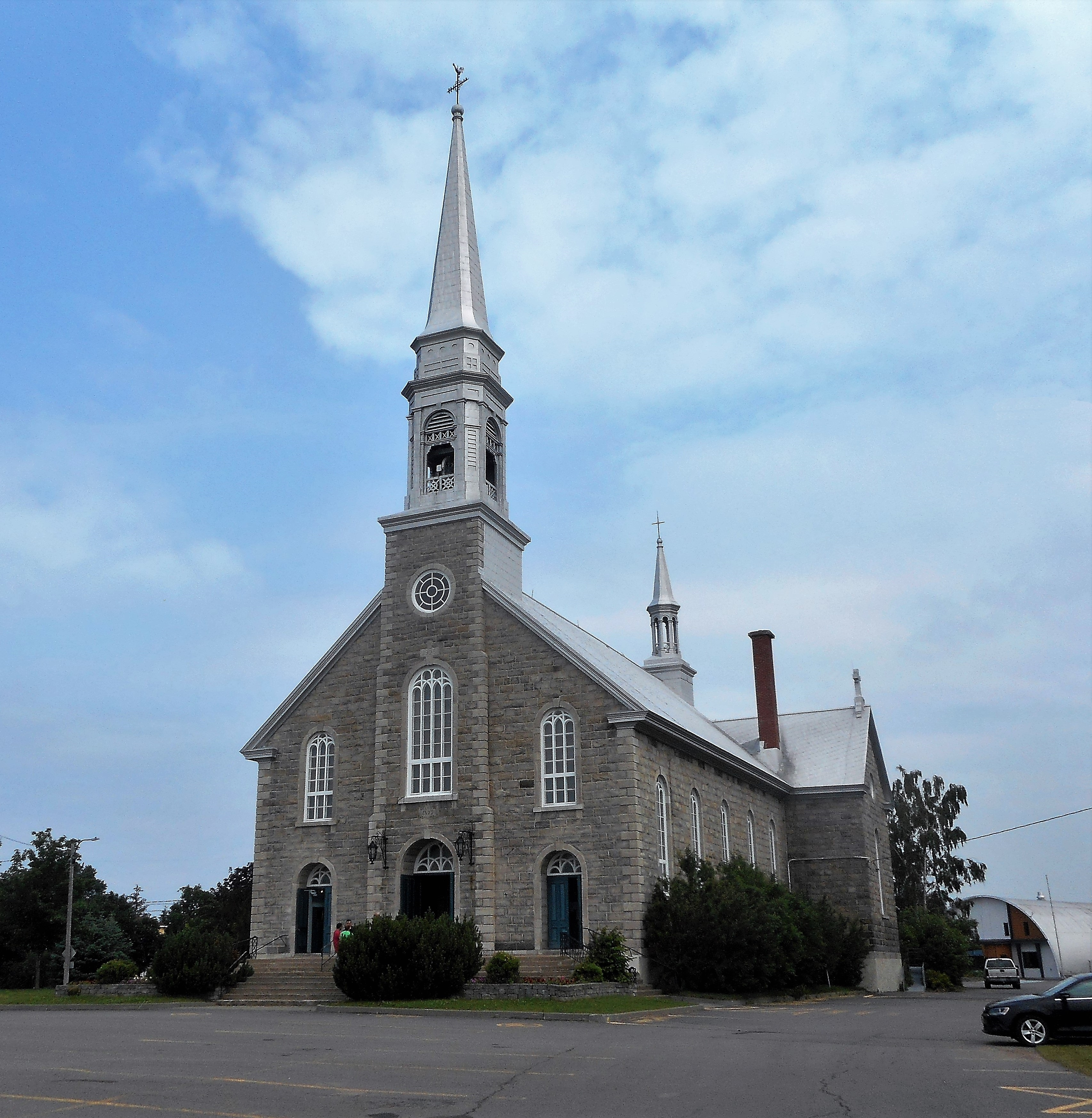
ND-de-Liesse, Rivière-Ouelle
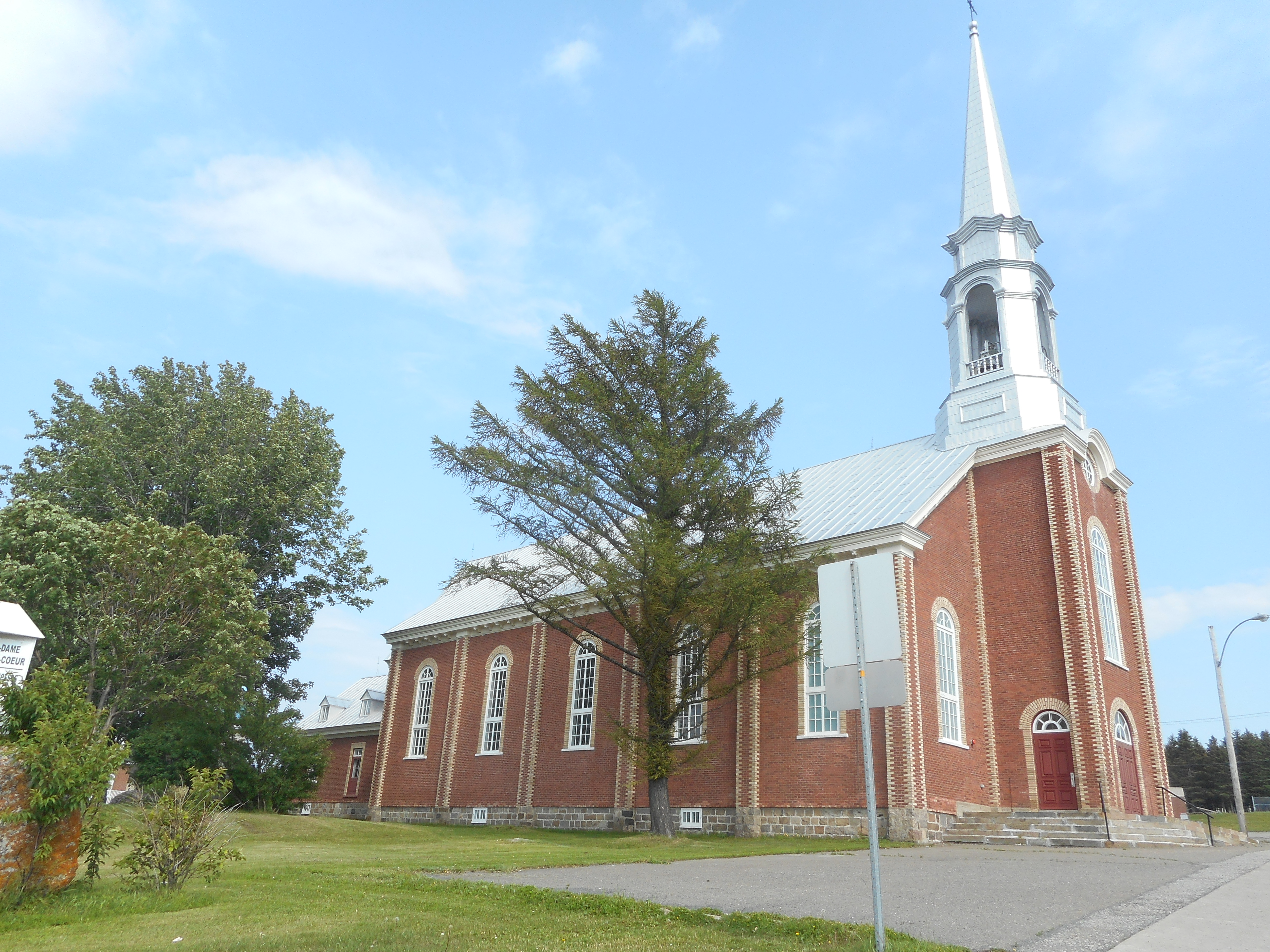
ND-du-Sacré-Cœur, Rimouski
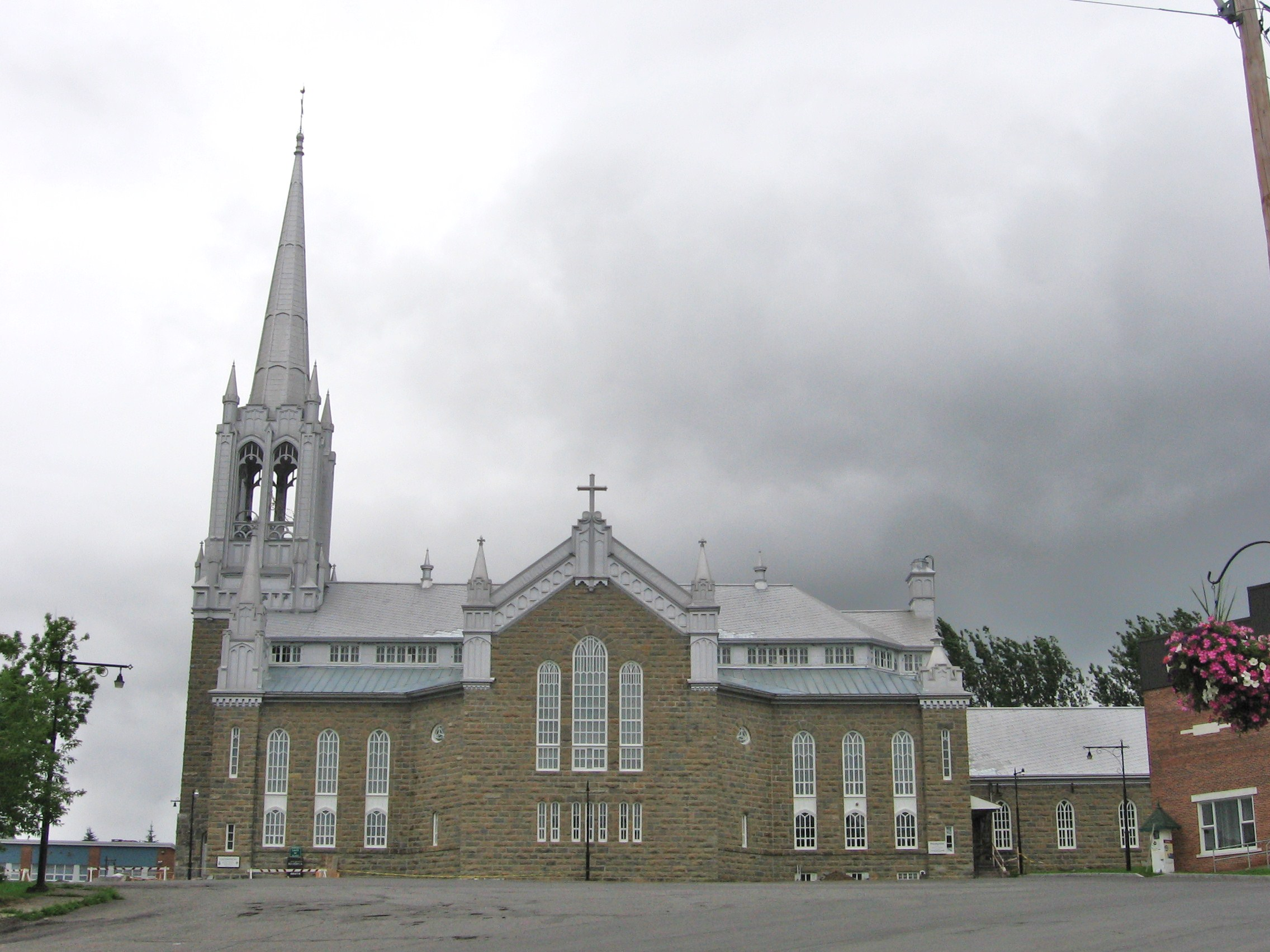
Saint-Jacques-le-Majeur, Causapscal
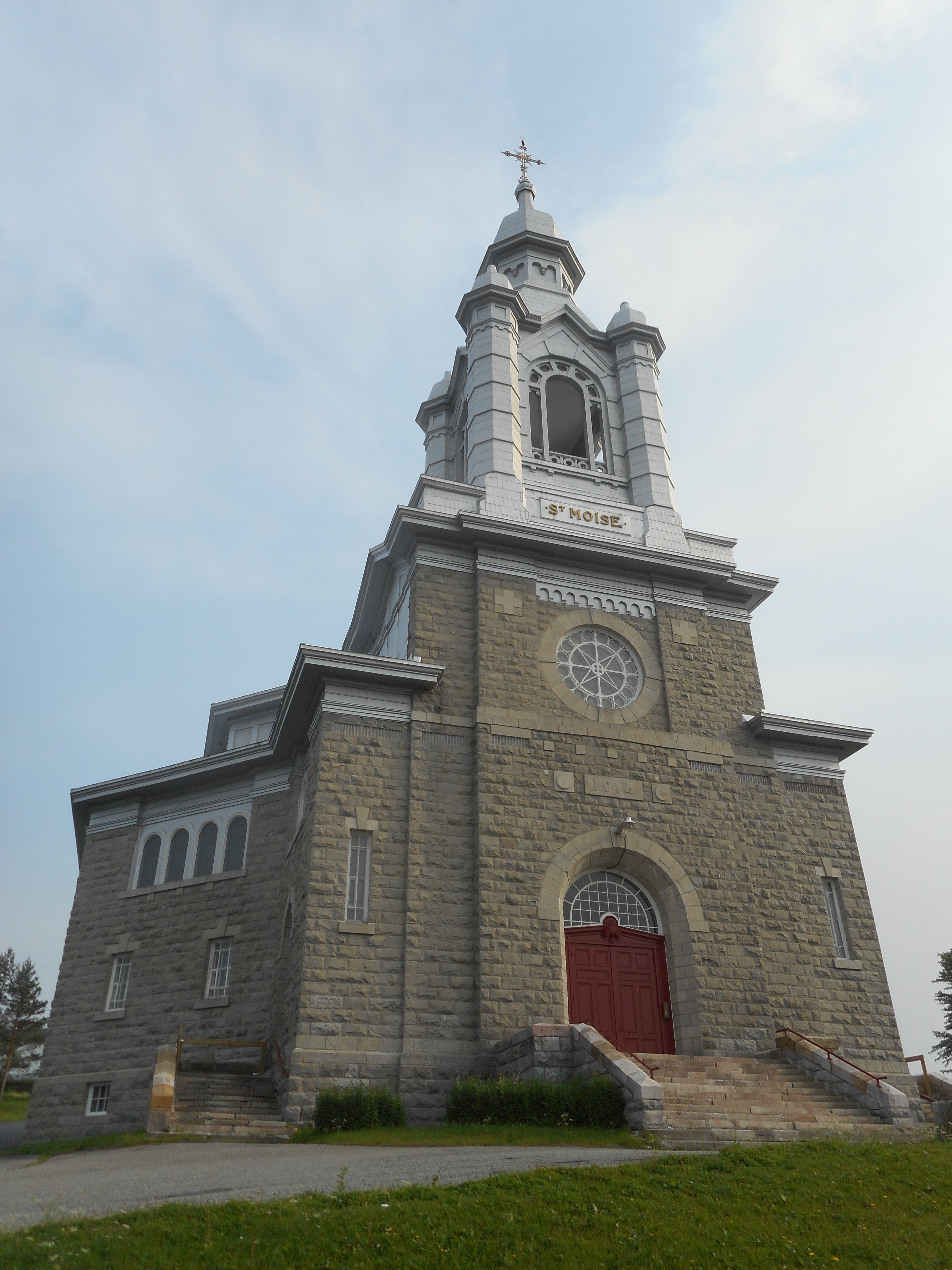
Saint-Moïse
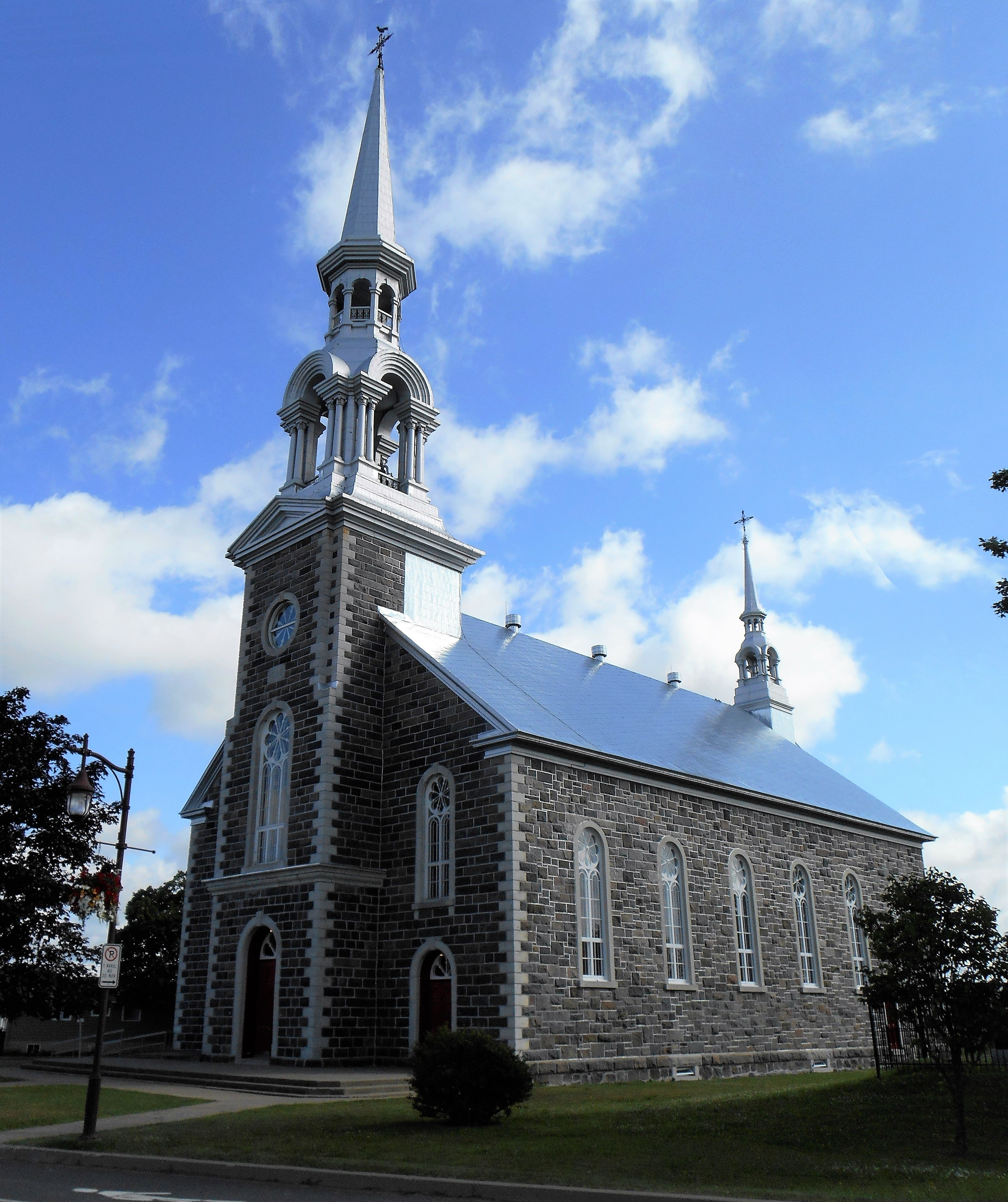
Saint-Flavien

Parmi ses principales réalisations, on note l'église Notre-Dame-de-Bon-Secours à L'Islet-sur-Mer en 1882, les clochers de l'église Saint-Louis à Kamouraska en 1883, l'Hospice de la Miséricorde à Québec en 1887 et l'aqueduc de l'Hospice Saint-Joseph de la Délivrance à Lévis, quelques années plus tard. Ouellet dessine ensuite les clochers de Saint-Antoine-de-Tilly en 1901. En 1914, Ouellet participe à la rénovation des façades des églises de Saint-Léon-le-Grand et Sainte-Luce. Il a également travaillé sur les églises de Saint-Philippe-de-Néri, Saint-Eugène et le monastère des Ursulines.
La plupart de ses travaux concerne l'architecture religieuse. Ses rares œuvres de style non religieux comprennent les intérieurs de la Maison Terreau Racine de la rue des Remparts à Québec et sa conception des maisons en rangée du juge Alexandre Chauveau de la rue Sainte-Ursule.

## Style
Ouellet a utilisé la polychromie, de vastes dimensions et une architecture qui répondait aux besoins d'un clergé grandissant dans ses conceptions architecturales victoriennes et néogothiques. Il a supprimé les façades écrans des églises plus anciennes et en les remplaçant par des façades plus modernes et plus visibles. Quelques exemples de ces types de conceptions sont le travail de Ouellet sur l'église Notre-Dame-de-Bon-Secours à L'Islet-sur-Mer. Il associe des lambris à des pierres brutes, des armatures d'angle et des fondations en pierres taillées formant des textures et des contrastes à la fois divers et colorés.
Ouellet crée ensuite des façades plus distinctives et pittoresques, abandonnant ainsi le style plus classique de ses premières œuvres. Ce style éclectique se retrouve dans les façades des églises de Saint-Léon-le-Grand (1914) près de Louiseville et Sainte-Luce (1914). Le style de Ouellet incorpore également des éléments de néoclassicisme tel l'église Saint-Pierre à Chéticamp en Nouvelle-Écosse,.
Ouellet a également travaillé sur les aménagements intérieurs d'église. Il améliore les meubles d'église comme les bancs avec son style distinctif. Il recourt à des matériaux durables qui coûtent moins cher.